# Chung Woon
Chung Woon (정운?; Ulsan, 30 giugno 1989) è un calciatore sudcoreano, difensore dello Jeju SK.

## Carriera
Il 22 febbraio 2016 viene acquistato a titolo definitivo dalla squadra sudcoreana dello Jeju SK.

## Statistiche

### Presenze e reti nei club
Statistiche aggiornate al 27 novembre 2021.
| Stagione             | Squadra              | Campionato           | Campionato | Campionato | Coppe nazionali | Coppe nazionali | Coppe nazionali | Coppe continentali | Coppe continentali | Coppe continentali | Altre coppe | Altre coppe | Altre coppe | Totale | Totale |
| Stagione             | Squadra              | Comp                 | Pres       | Reti       | Comp            | Pres            | Reti            | Comp               | Pres               | Reti               | Comp        | Pres        | Reti        | Pres   | Reti   |
| -------------------- | -------------------- | -------------------- | ---------- | ---------- | --------------- | --------------- | --------------- | ------------------ | ------------------ | ------------------ | ----------- | ----------- | ----------- | ------ | ------ |
| 2012                 | Ulsan HD             | K1                   | 0          | 0          |                 | -               | -               | ACL                | 0                  | 0                  |             | -           | -           | 0      | 0      |
| feb.-mag. 2013       | Istria 1961          | 1.HNL                | 12         | 0          |                 | -               | -               |                    | -                  | -                  |             | -           | -           | 12     | 0      |
| 2013-2014            | Istria 1961          | 1.HNL                | 26         | 1          | CC              | 4               | 0               |                    | -                  | -                  |             | -           | -           | 30     | 1      |
| 2014-feb. 2015       | Istria 1961          | 1.HNL                | 16         | 0          | CC              | 2               | 0               |                    | -                  | -                  |             | -           | -           | 18     | 0      |
| Totale Istra 1961    | Totale Istra 1961    | Totale Istra 1961    | 54         | 1          |                 | 6               | 0               |                    | -                  | -                  |             | -           | -           | 60     | 1      |
| feb.-mag. 2015       | RNK Spalato          | 1.HNL                | 9          | 0          | CC              | 4               | 0               |                    | -                  | -                  |             | -           | -           | 13     | 0      |
| 2015-feb. 2016       | RNK Spalato          | 1.HNL                | 12         | 0          |                 | -               | -               |                    | -                  | -                  |             | -           | -           | 12     | 0      |
| Totale RNK Spalato   | Totale RNK Spalato   | Totale RNK Spalato   | 21         | 0          |                 | 4               | 0               |                    | -                  | -                  |             | -           | -           | 25     | 0      |
| feb.-nov. 2016       | Jeju SK              | K1                   | 32         | 1          | CCS             | 1               | 0               |                    | -                  | -                  |             | -           | -           | 33     | 1      |
| 2017                 | Jeju SK              | K1                   | 30         | 1          | CCS             | 1               | 0               | ACL                | 6                  | 1                  |             | -           | -           | 37     | 2      |
| mar.-giu. 2018       | Jeju SK              | K1                   | 12         | 0          |                 | -               | -               | ACL                | 2                  | 0                  |             | -           | -           | 14     | 0      |
| Totale Jeju United   | Totale Jeju United   | Totale Jeju United   | 74         | 2          |                 | 2               | 0               |                    | 8                  | 1                  |             | -           | -           | 84     | 3      |
| giu.-ott. 2018       | Gimpo Citizen        | K3                   | ?          | ?          |                 | -               | -               |                    | -                  | -                  |             | -           | -           | ?      | ?      |
| 2019                 | Gimpo Citizen        | K3                   | ?          | ?          | CCS             | 1               | 0               |                    | -                  | -                  |             | -           | -           | 1      | 0      |
| Totale Gimpo Citizen | Totale Gimpo Citizen | Totale Gimpo Citizen | ?          | ?          |                 | 1               | 0               |                    | -                  | -                  |             | -           | -           | 1      | 0      |
| 2020                 | Jeju SK              | K2                   | 24         | 2          | CCS             | 1               | 0               |                    | -                  | -                  |             | -           | -           | 25     | 2      |
| 2021                 | Jeju SK              | K1                   | 34         | 1          |                 | -               | -               |                    | -                  | -                  |             | -           | -           | 34     | 1      |
| Totale Jeju United   | Totale Jeju United   | Totale Jeju United   | 58         | 3          |                 | 1               | 0               |                    | -                  | -                  |             | -           | -           | 59     | 3      |
| Totale carriera      | Totale carriera      | Totale carriera      | 207        | 6          |                 | 14              | 0               |                    | 8                  | 1                  |             | -           | -           | 229    | 7      |

## Palmarès

### Club

#### Competizioni internazionali
- AFC Champions League: 1

Ulsan Hyundai: 2012

#### Competizioni nazionali
- Campionato sudcoreano di seconda divisione: 1

Jeju United: 2020